# Björn Rosengren
Björn Rosengren (ur. 14 kwietnia 1942 w Sztokholmie) – szwedzki polityk i związkowiec, działacz Szwedzkiej Socjaldemokratycznej Partii Robotniczej, w latach 1998–2002 minister w rządzie Görana Perssona.

## Życiorys
Po szkole podstawowej i zawodowej pracował m.in. jako mechanik samochodowy. Kształcił się w międzyczasie w zakresie inżynierii mechanicznej, został później zatrudniony w administracji drogowej. W 1969 podjął pracę w Sveriges Kommunaltjänstemannaförbund, związku zawodowym pracowników administracji publicznej. Stopniowo awansował w ramach SKTF, w 1976 został przewodniczącym tej organizacji. Działał jednocześnie w centrali związkowej TCO, od 1976 jako członek jej zarządu. W 1982 najpierw powołany na wiceprezesa, a następnie na prezesa konfederacji. Zarządzał TCO do 1994; odszedł z zajmowanej funkcji po ujawnieniu, że kilka lat wcześniej odwiedził klub ze striptizem.
Działał również w Szwedzkiej Socjaldemokratycznej Partii Robotniczej. W 1995 otrzymał nominację na funkcję gubernatora regionu Norrbotten, którym zarządzał do 1998. W 1998 dołączył następnie do rządu Görana Perssona, obejmując resorty transportu i komunikacji, zatrudnienia oraz przemysłu, połączone od początku 1999 w jedno ministerstwo. Stanowisko to zajmował do 2002. W trakcie urzędowania w 1999 wzbudził kontrowersje, gdy – komentując propozycję fuzji w sektorze telekomunikacyjnym – określił Norwegię jako ostatnie państwo sowieckie.
Również w 2002 uzyskał mandat posła do Riksdagu, z którego jednak w tym samym roku zrezygnował. Przeszedł do sektora prywatnego, został doradcą w kompanii inwestycyjnej Kinnevik należącej do rodziny Stenbecków. Objął również kierownictwo w norwesko-szwedzkiej izbie handlowej (NSHK).